# The Bleeding
The Bleeding – album amerykańskiej grupy deathmetalowej Cannibal Corpse. Wydany został w 1994 roku nakładem Metal Blade Records. Według danych z 2003 roku płyta w samych Stanach Zjednoczonych sprzedała się w nakładzie 98 319 egzemplarzy.

## Lista utworów
Opracowano na podstawie materiału źródłowego.
| Nr  | Tytuł utworu                           | Muzyka i słowa                                                        | Długość |
| --- | -------------------------------------- | --------------------------------------------------------------------- | ------- |
| 1.  | „Staring Through the Eyes of the Dead” | Chris Barnes, Jack Owen, Rob Barrett, Alex Webster, Paul Mazurkiewicz | 3:30    |
| 2.  | „Fucked with a Knife”                  | Chris Barnes, Jack Owen, Rob Barrett, Alex Webster, Paul Mazurkiewicz | 2:15    |
| 3.  | „Stripped, Raped and Strangled”        | Chris Barnes, Jack Owen, Rob Barrett, Alex Webster, Paul Mazurkiewicz | 3:27    |
| 4.  | „Pulverized”                           | Chris Barnes, Jack Owen, Rob Barrett, Alex Webster, Paul Mazurkiewicz | 3:34    |
| 5.  | „Return to Flesh”                      | Chris Barnes, Jack Owen, Rob Barrett, Alex Webster, Paul Mazurkiewicz | 4:21    |
| 6.  | „The Pick-Axe Murders”                 | Chris Barnes, Jack Owen, Rob Barrett, Alex Webster, Paul Mazurkiewicz | 3:03    |
| 7.  | „She was Asking for It”                | Chris Barnes, Jack Owen, Rob Barrett, Alex Webster, Paul Mazurkiewicz | 4:33    |
| 8.  | „The Bleeding”                         | Chris Barnes, Jack Owen, Rob Barrett, Alex Webster, Paul Mazurkiewicz | 4:20    |
| 9.  | „Force Fed Broken Glass”               | Chris Barnes, Jack Owen, Rob Barrett, Alex Webster, Paul Mazurkiewicz | 5:02    |
| 10. | „An Experiment in Homicide”            | Chris Barnes, Jack Owen, Rob Barrett, Alex Webster, Paul Mazurkiewicz | 2:36    |
|     |                                        |                                                                       | 36:41   |

## Twórcy
Opracowano na podstawie materiału źródłowego.

- Chris Barnes – wokal prowadzący
- Jack Owen – gitara rytmiczna, gitara prowadząca
- Rob Barrett – gitara rytmiczna, gitara prowadząca
- Alex Webster – gitara basowa
- Paul Mazurkiewicz – perkusja
- Scott Burns – produkcja muzyczna, miksowanie, mastering
- Vincent Locke - okładka
- Brian J Ames - oprawa graficzna
- Frank White - zdjęcia
- Joe Giron - zdjęcia